# Engelbosteler Damm
Der Engelbosteler Damm (kurz E-Damm) im hannoverschen Stadtteil Nordstadt ist als Hauptgeschäftsstraße die älteste und wichtigste Straßenverbindung des Stadtteils. Der Engelbosteler Damm unterteilt den Stadtteil in einen nach 1946 wieder aufgebauten Ostteil und einen in den 1980er Jahren sanierten Kernbereich. Benannt wurde sie nach dem Ort Engelbostel, der heute ein Ortsteil der Stadt Langenhagen ist.

## Verlauf
Der Engelbosteler Damm beginnt an der Christuskirche, wo er an die Straße An der Christuskirche anschließt, die wiederum an der Kreuzung Klagesmarkt, Schloßwender Straße und Arndtstraße beginnt. In nordnordwestlicher Richtung durchquert er auf einer Länge von etwa 1,5 km den Stadtteil Nordstadt und endet auf Höhe der S-Bahn-Station Hannover-Nordstadt, wo er in die Schulenburger Landstraße übergeht.
Ein großer Teil der Straße ist gesäumt von Geschäften, Supermärkten, Restaurants, Kiosken, Arztpraxen, Bars und Kneipen. Insbesondere der Bereich zwischen Christuskirche und Kopernikusstraße lädt zum Flanieren ein. Auch der weitere Verlauf bis etwa zur Ecke Bodestraße ist geprägt von Geschäften und Dienstleistungsanbietern. Auf einem kurzen Stück zwischen den Einmündungen Am Kläperberg und Bodestraße ist die Straße für den Autoverkehr gesperrt und als Fußgängerzone ausgewiesen.

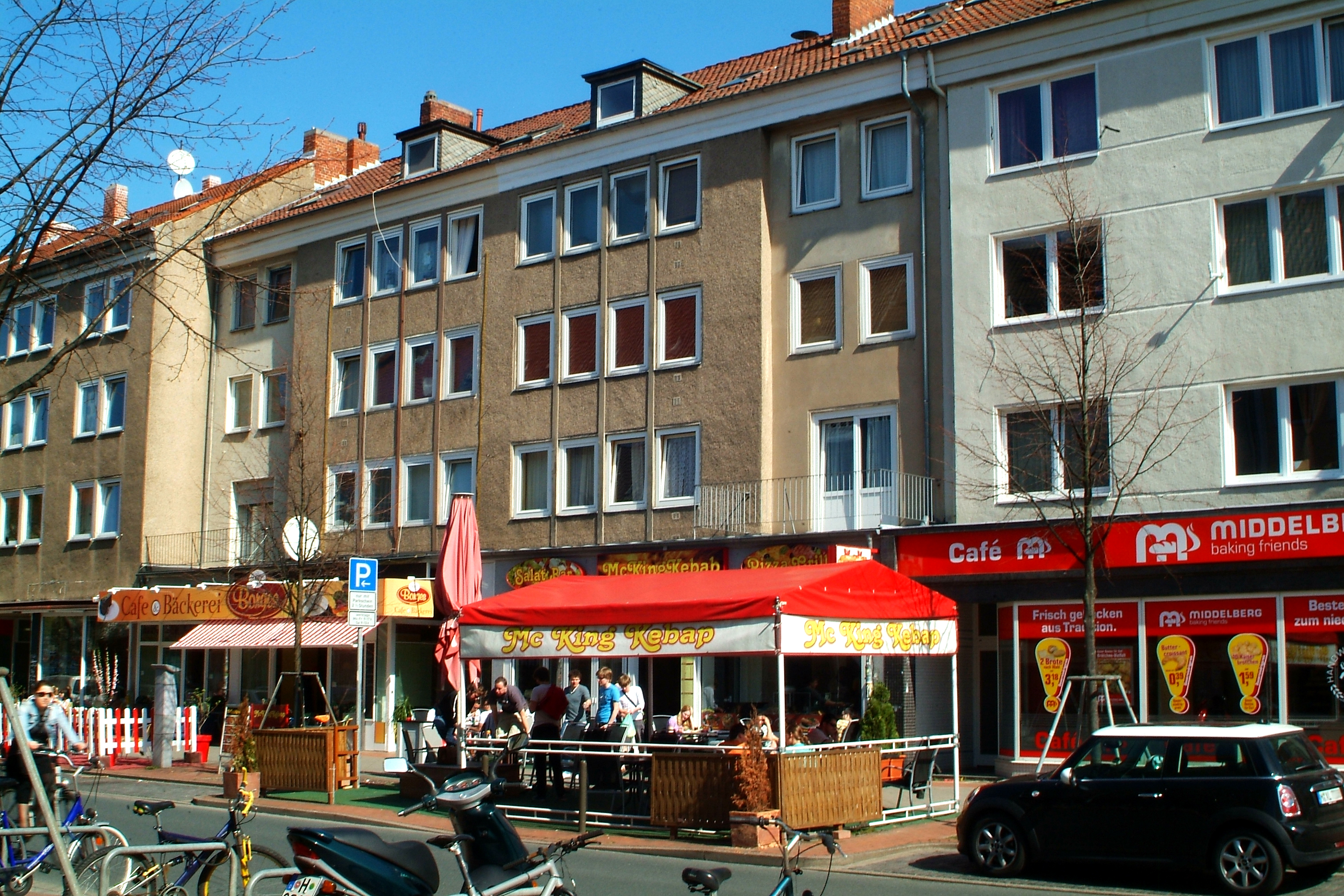
Engelbosteler Damm
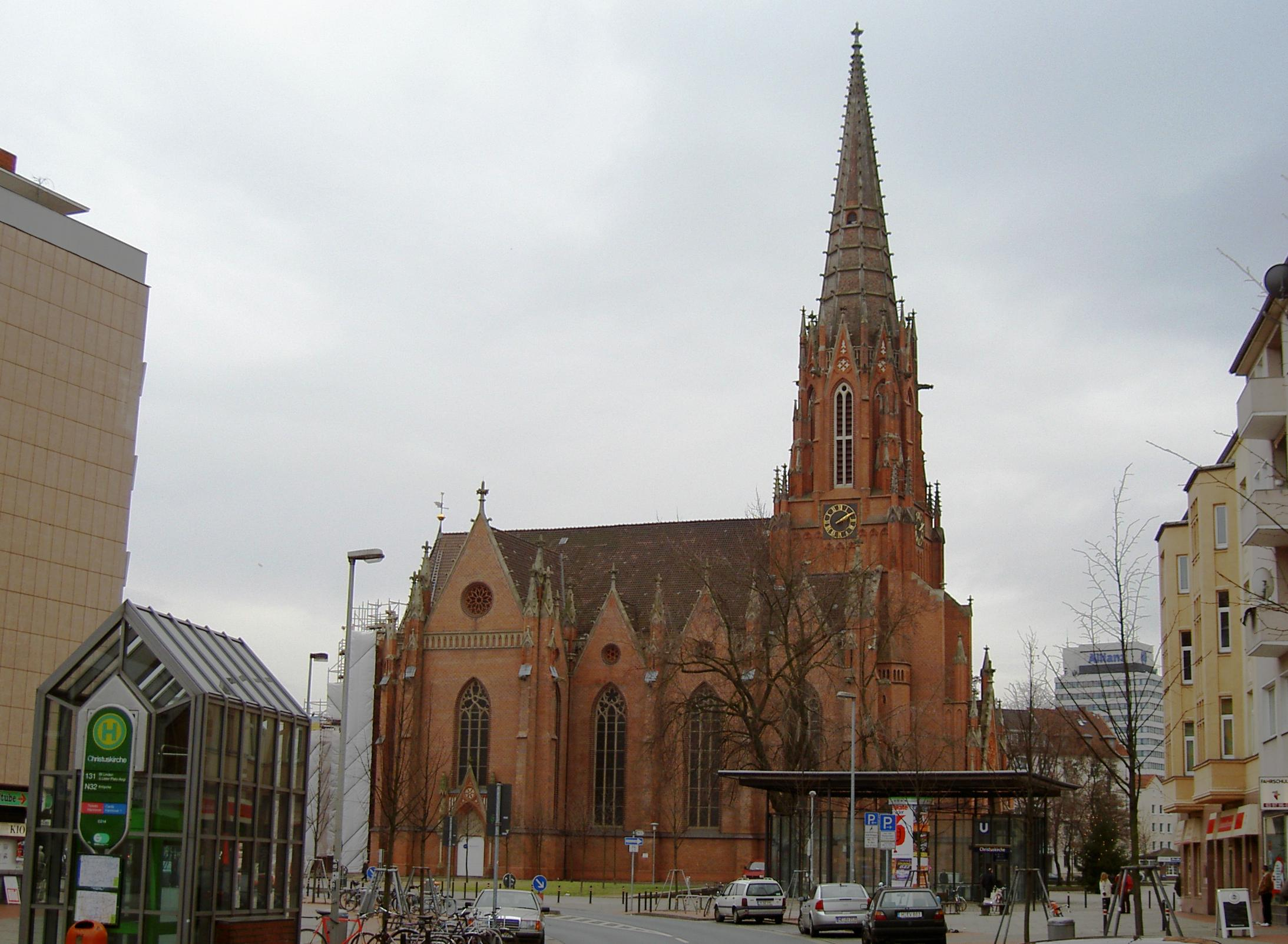
Christuskirche – Blick vom Engelbosteler Damm
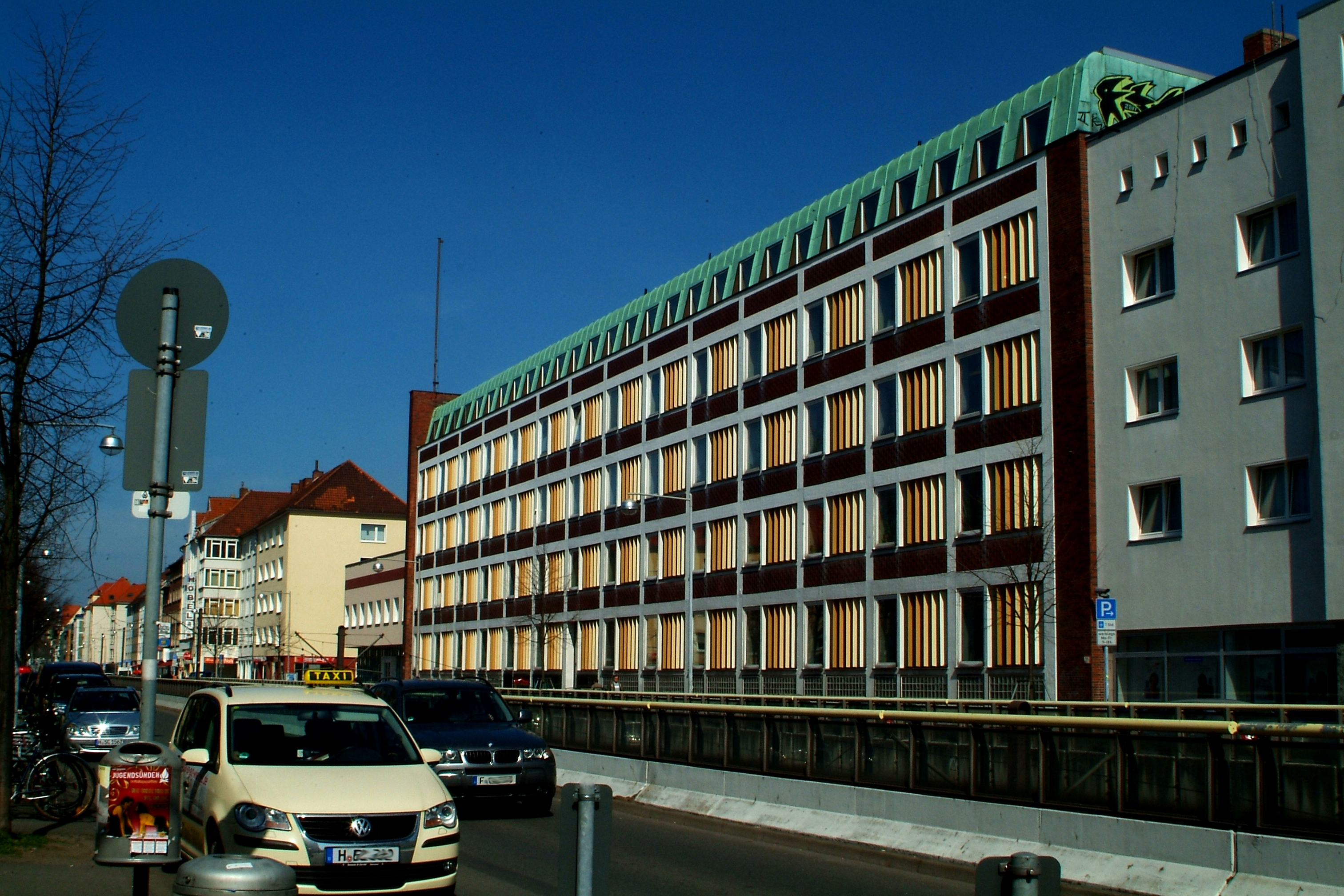
Carl-Morotini-Haus (Hausnummer 72)
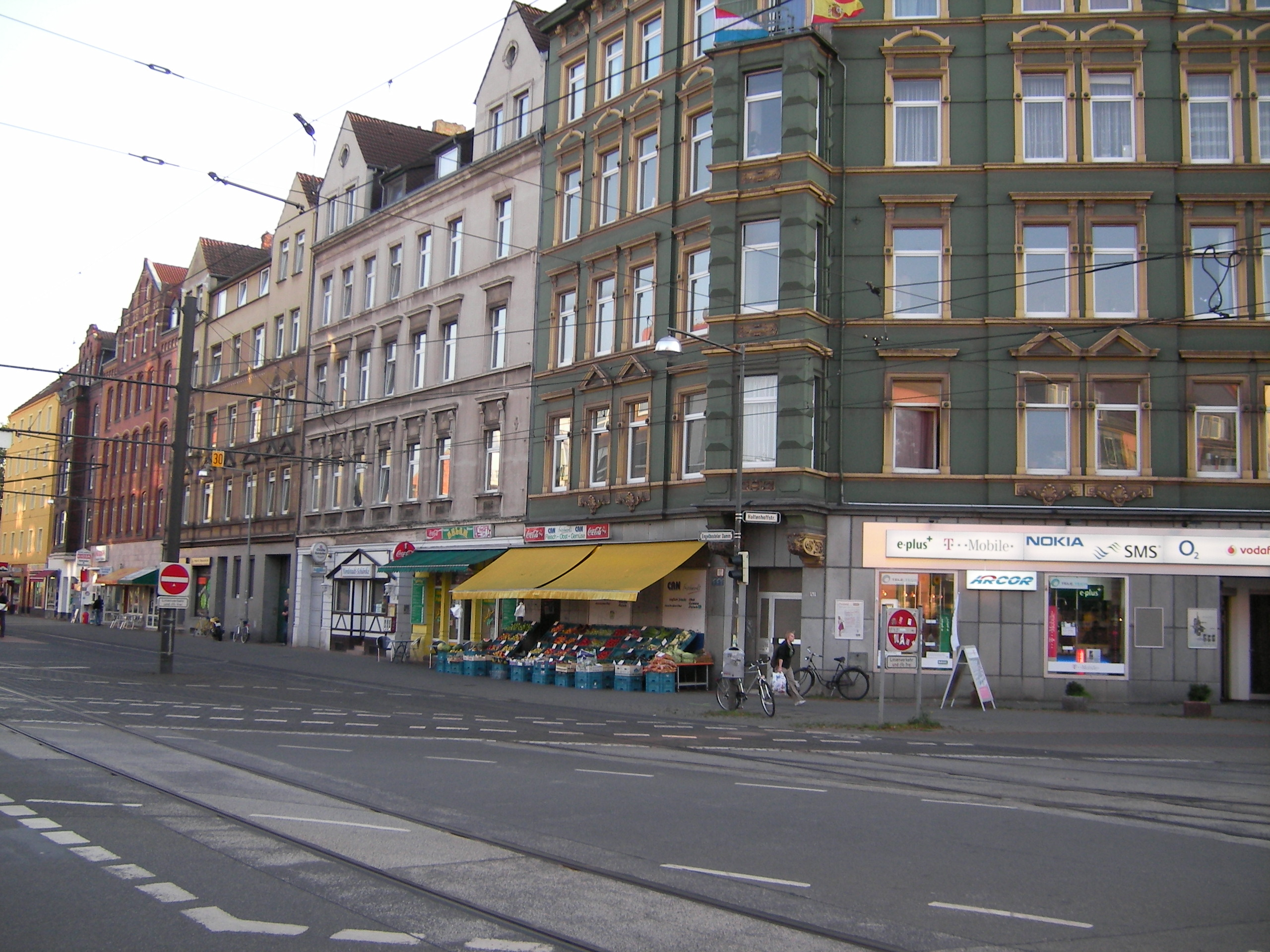
Engelbosteler Damm Ecke Haltenhoffstraße (Hausnummer 101)

## Geschichte

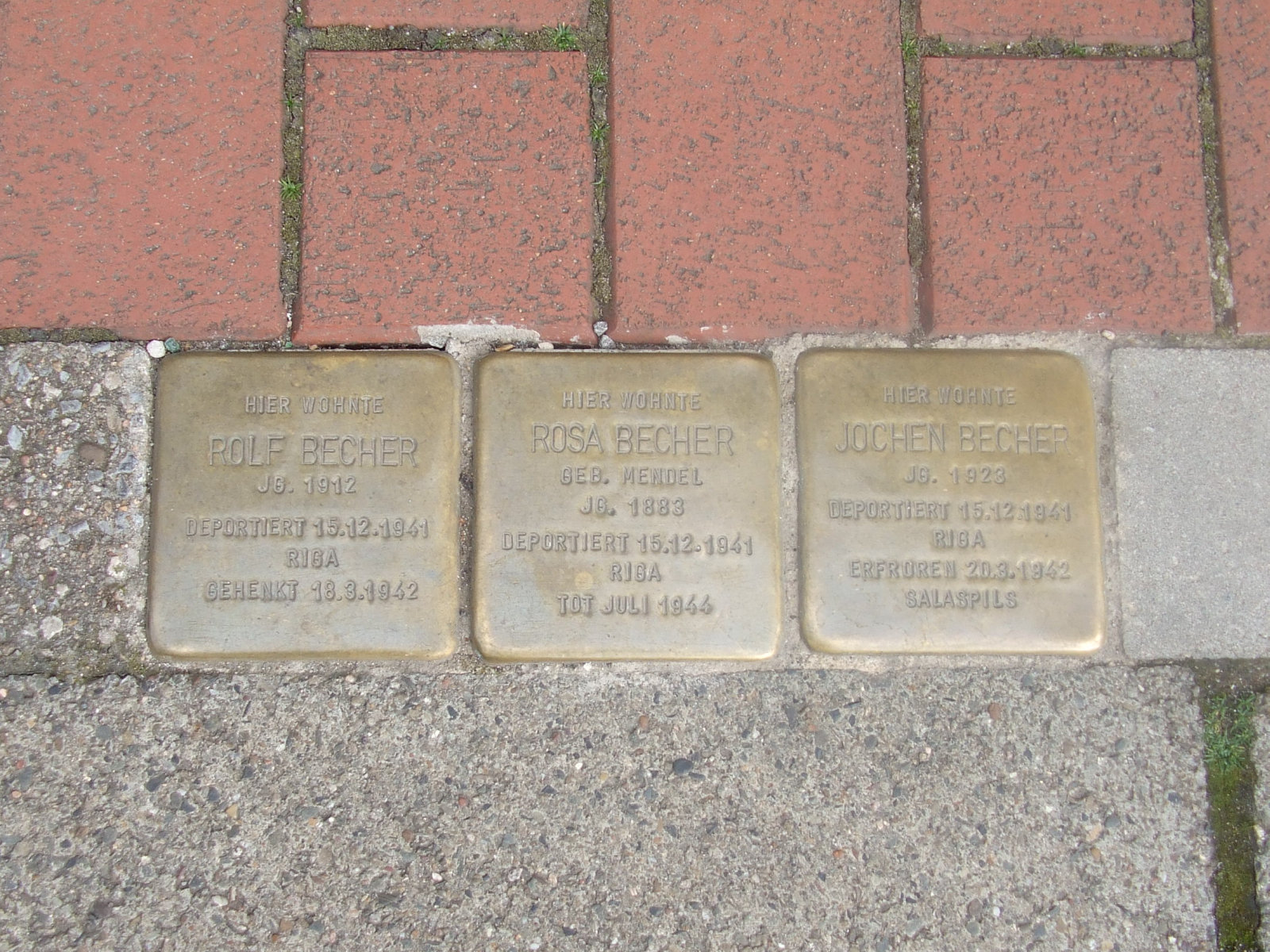
Stolpersteine vor dem – heutigen – Engelbosteler Damm 2 zur Erinnerung an Rolf, Rosa und Jochen Becher, 1941 deportiert ins Ghetto Riga

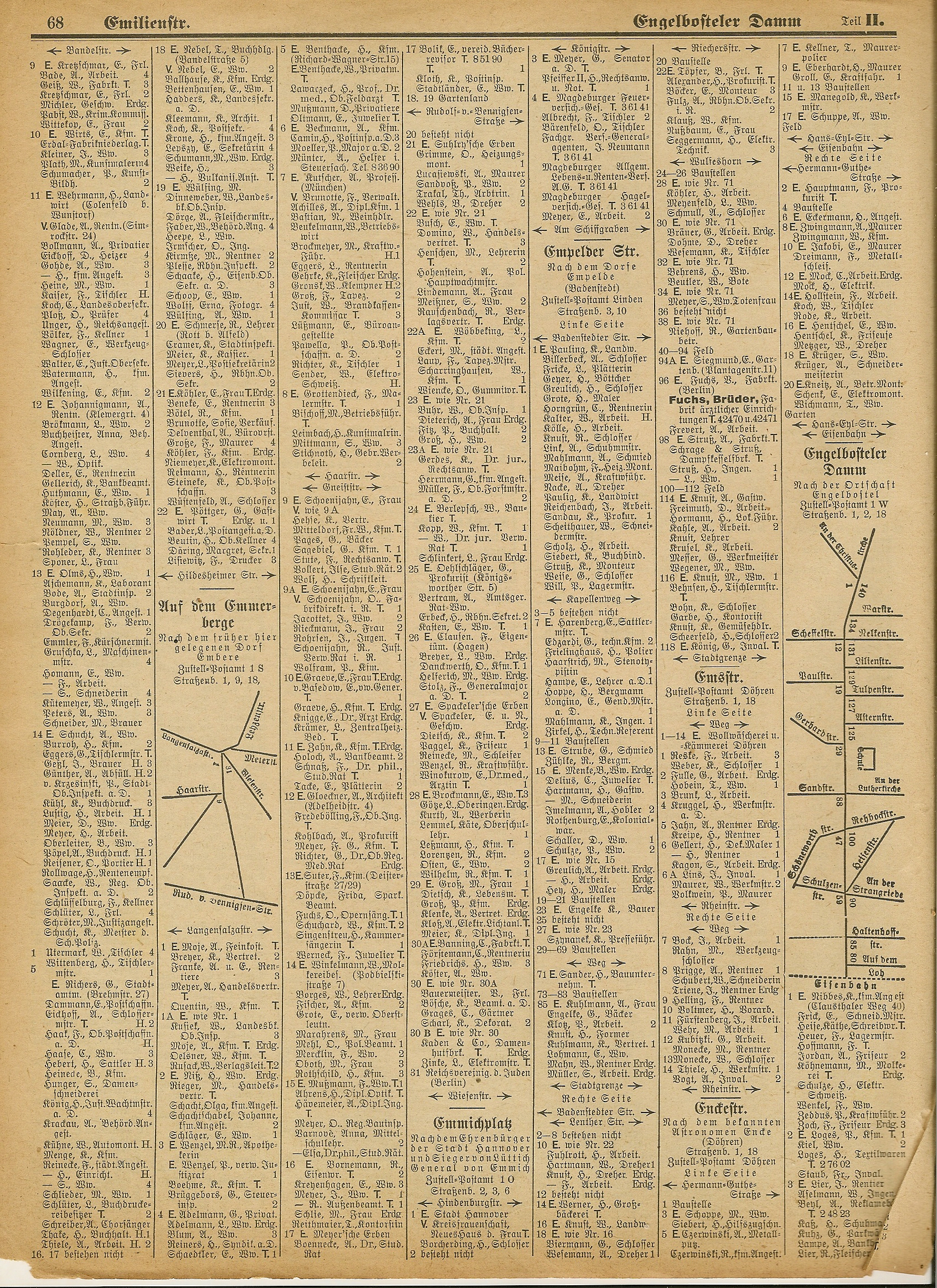
Eine von mehreren Seiten aus dem Adressbuch der Stadt Hannover von 1942 zum Engelbosteler Damm

Ein Knüppeldamm existierte bereits im 15. Jahrhundert als Vorläufer des heutigen Engelbosteler Damms, der durch Aufschüttungen als Landstraße nach Engelbostel führte.
Noch zu Zeiten des Königreichs Hannover und zu Beginn der Industrialisierung verlegte der Chemiker Carl Hornemann 1840 seine kurz zuvor gegründete Farben- und Tintenfabrik an den Engelbosteler Damm. Aus dieser Fabrik, die dann von Günther Wagner übernommen wurde, entstand später die Pelikan AG. Hornemann zu Ehren wurde der an den E-Damm heranreichende Teil der Rehbockstraße in Hornemannweg umbenannt.
1845 erhielt der Engelbosteler Damm seinen heutigen Namen.
Nach der Ausrufung des Deutschen Kaiserreichs und der dann folgenden Gründerzeit war der „E-Damm“ 1886 die erste Straße, die mit dem vom Direktor der Deutschen Asphalt-Aktiengesellschaft (DASAG) Emil Heuser patentierten Stampfasphalt belegt wurde. Im selben Jahr eröffnete Heinrich Wilhelm Appel ein Geschäft im Engelbosteler Damm 72, das sich bald zu der weltweit bekannten Delikatessen-Großhandlung Appel Feinkost entwickeln sollte. 1955 baute der Architekt Ernst Zinsser an dieser Stelle ein neues Fabrikgebäude für Appel Feinkost.
Ende des 19. Jahrhunderts wählte der „Engelbostelerdamm-Distrikt“ im Jahr 1894 den Architekten Friedrich Remmer zum Bürgervorsteher und damit in das hannoversche Bürgervorsteherkollegium. Etwa zu jener Zeit fuhr auf den Schienen der hannoverschen Straßenbahn noch der Pferdeomnibus, stadteinwärts mit Endstation Große Barlinge.
Am 25. Juni 1897 erfolgte ein Eigentums-Übertrag des Grundstücks unter der – damaligen – Anschrift Engelbosteler Damm 32; dort hatte die Feuerspritzen-Fabrik Chr. Spengler ihren Sitz.
1912 eröffnete Johann Weishäupl, der bald zu einem der größten Fleischwarenfabrikanten aufsteigen sollte, am E-Damm sein erstes Geschäft, bevor er zum Klagesmarkt umsiedelte.
Leo Brawand, Journalist und Mitbegründer des Spiegels, zog zu seiner Jugendzeit und in der Zeit des Nationalsozialismus vom Puttenser Felde an den Engelbosteler Damm. Seine Erlebnisse beschrieb er ausführlich in dem Buch Die Leute vom Damme (siehe Literatur).
Vor dem Haus Engelbosteler Damm 2 erinnern Stolpersteine des Künstlers Gunter Demnig an die 1941 von den Nationalsozialisten in das Ghetto Riga deportierte Familie Rolf, Rosa und Jochen Becher.
Im Rahmen der Sanierung der Nordstadt wurde in den 1990er Jahren ein Konzept zur Führung des Kfz-Verkehrs insbesondere im westlichen Teil der Nordstadt entwickelt und durch Bürgerbeteiligungen optimiert. Dieses sah neben der tatsächlich umgesetzten Fußgängerzone in Höhe der Haltestelle An der Strangriede auch eine Fußgängerzone südlich der Kopernikusstraße vor, die allerdings durch Linienbusse befahrbar sein sollte. Diese Fußgängerzone fand keine politische Mehrheit, u. a. weil ein damals dort residierender Fahrradhändler eine Klage gegen eine Sperrung für den Kfz-Verkehr androhte. Dies ist der Hintergrund der besonderen Gestaltung zwischen Kopernikusstraße und Gerhardtstraße. Mit dem Ausbau des Weidendamms als östlicher Umfahrung für den E-Damm konnte dieser vom Kfz-Verkehr entlastet werden, ein erhöhter Anteil an Durchfahrtsverkehr ist aber weiterhin gegeben.

### Bilder aus der Zeit um 1900

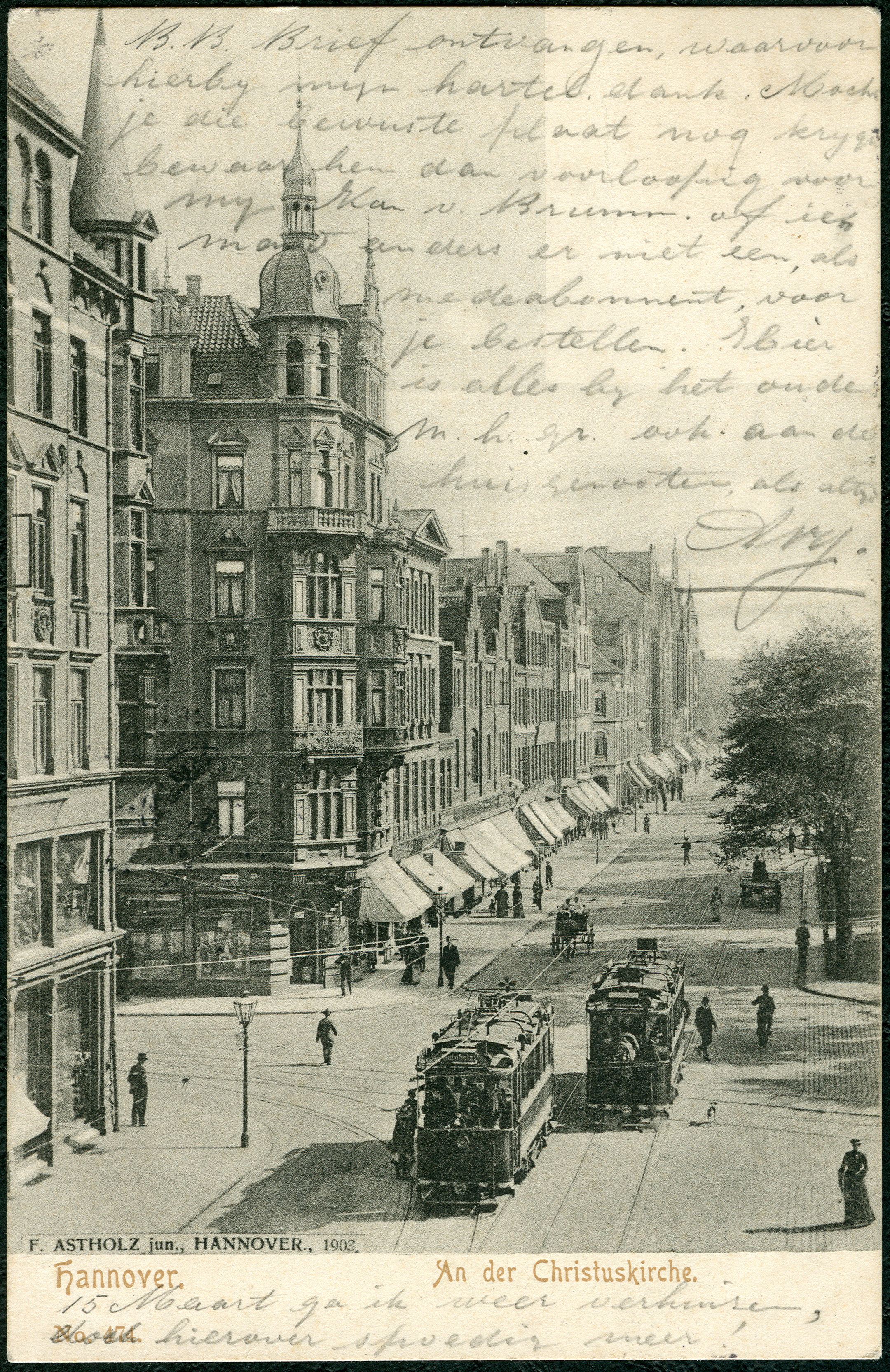
Blick 1903 durch die Straße An der Christuskirche in Richtung Klagesmarkt
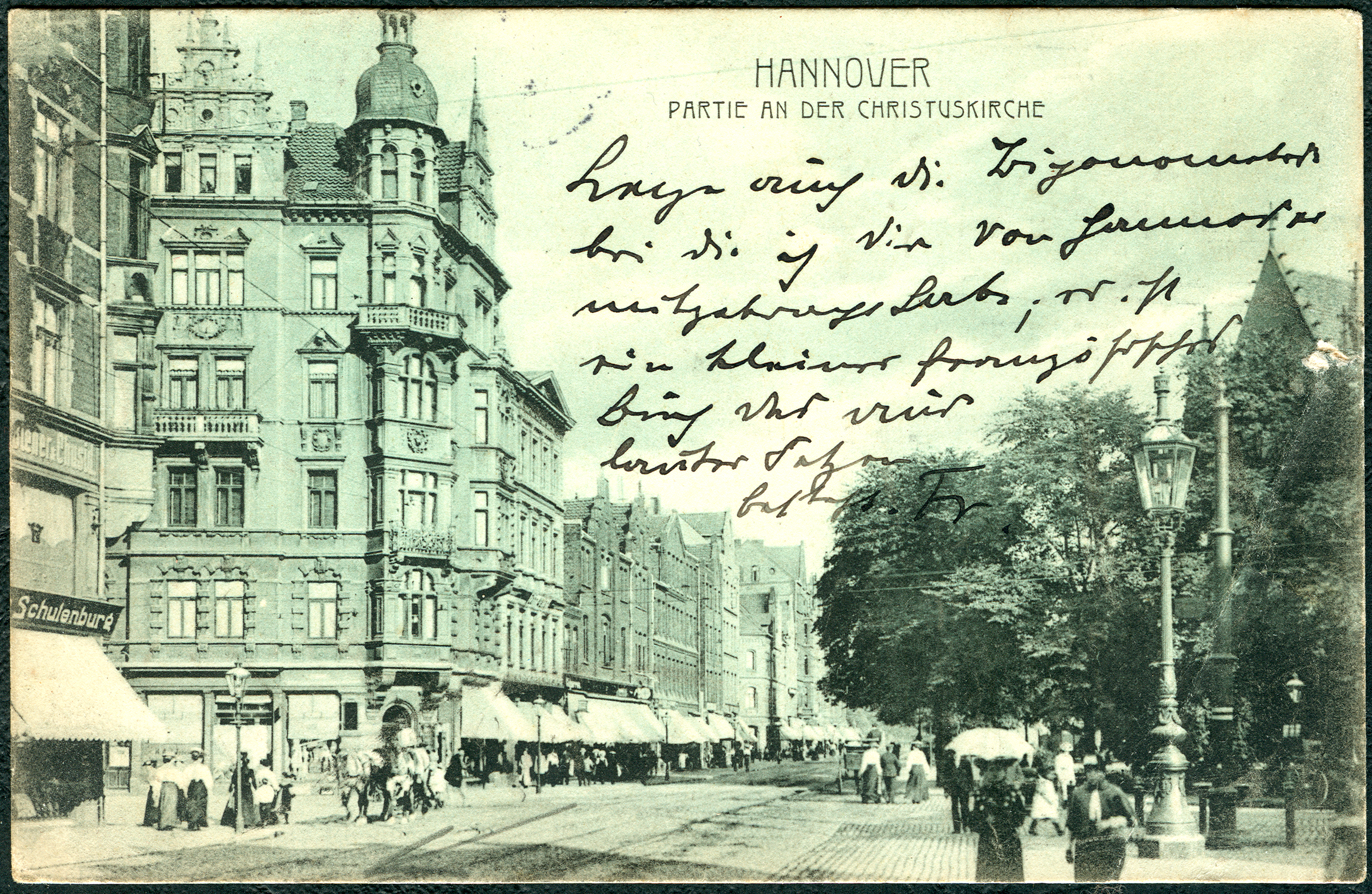
Blick in Höhe der Gustav-Adolf-Straße in die Straße An der Christuskirche
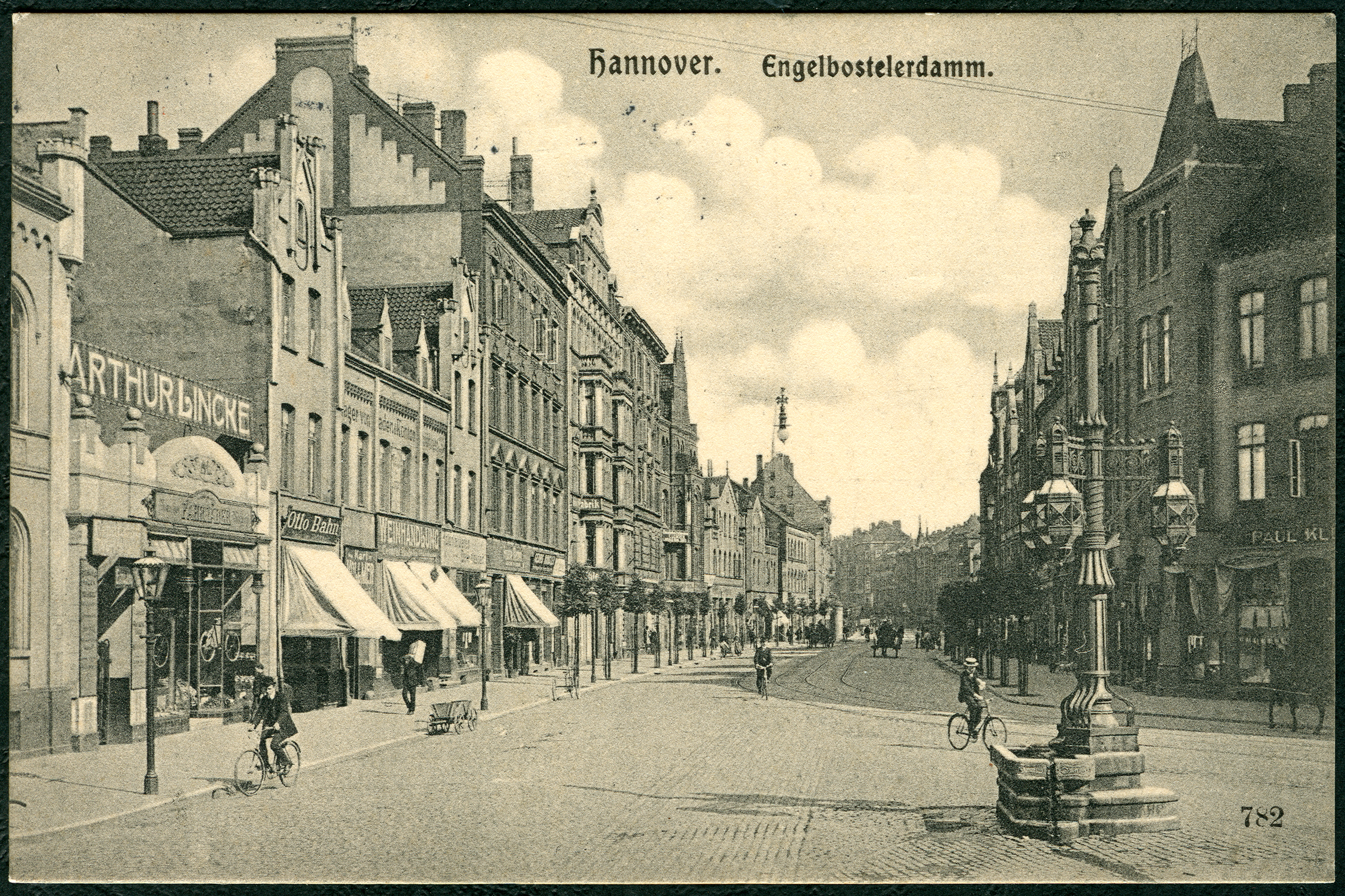
Blick von der Christuskirche in den Engelbosteler Damm;
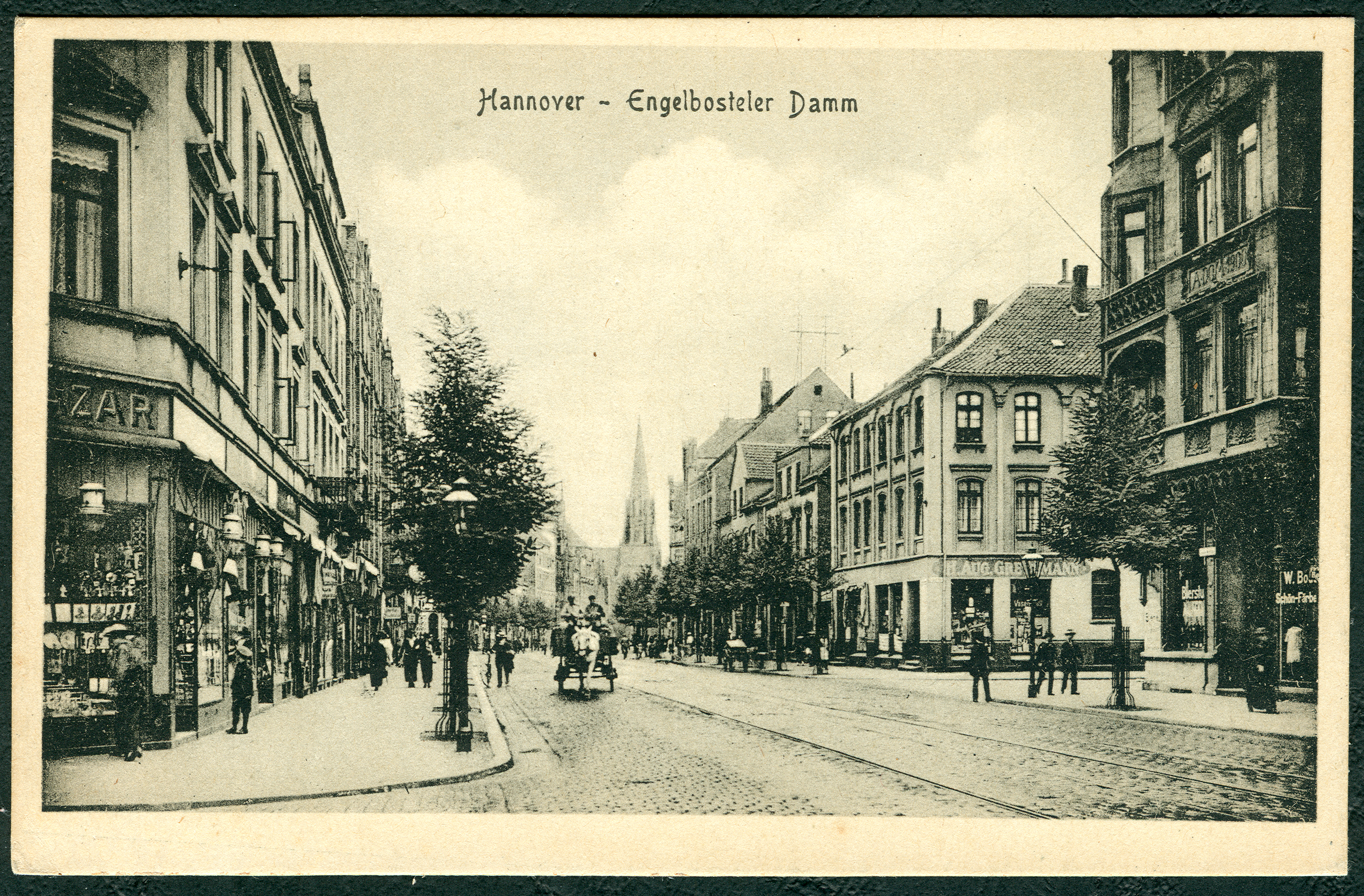
Blick in Richtung Christuskirche
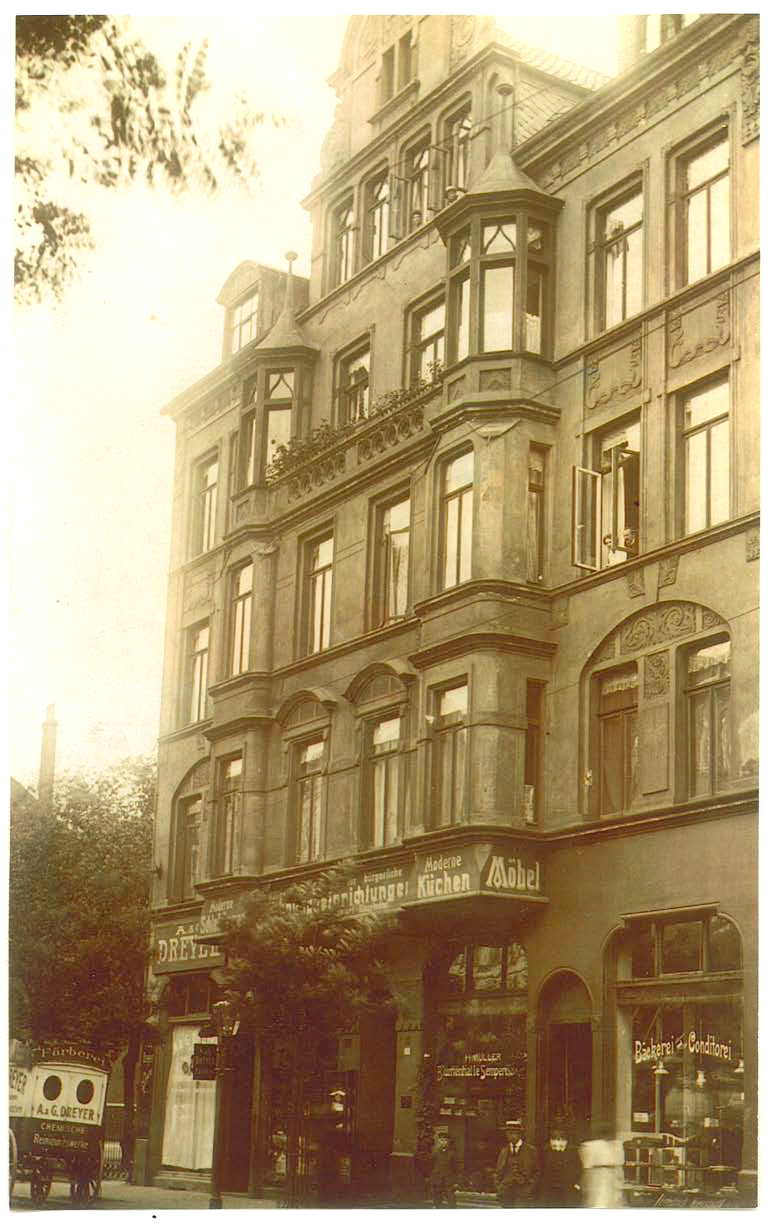
Im Gebäude mit der Hofschönfärberei A. & G. Dreyer (heute: Hans Fleischmann Fahrradhandel, Hausnummer 45) wohnte später der Spiegel-Journalist Leo Brawand
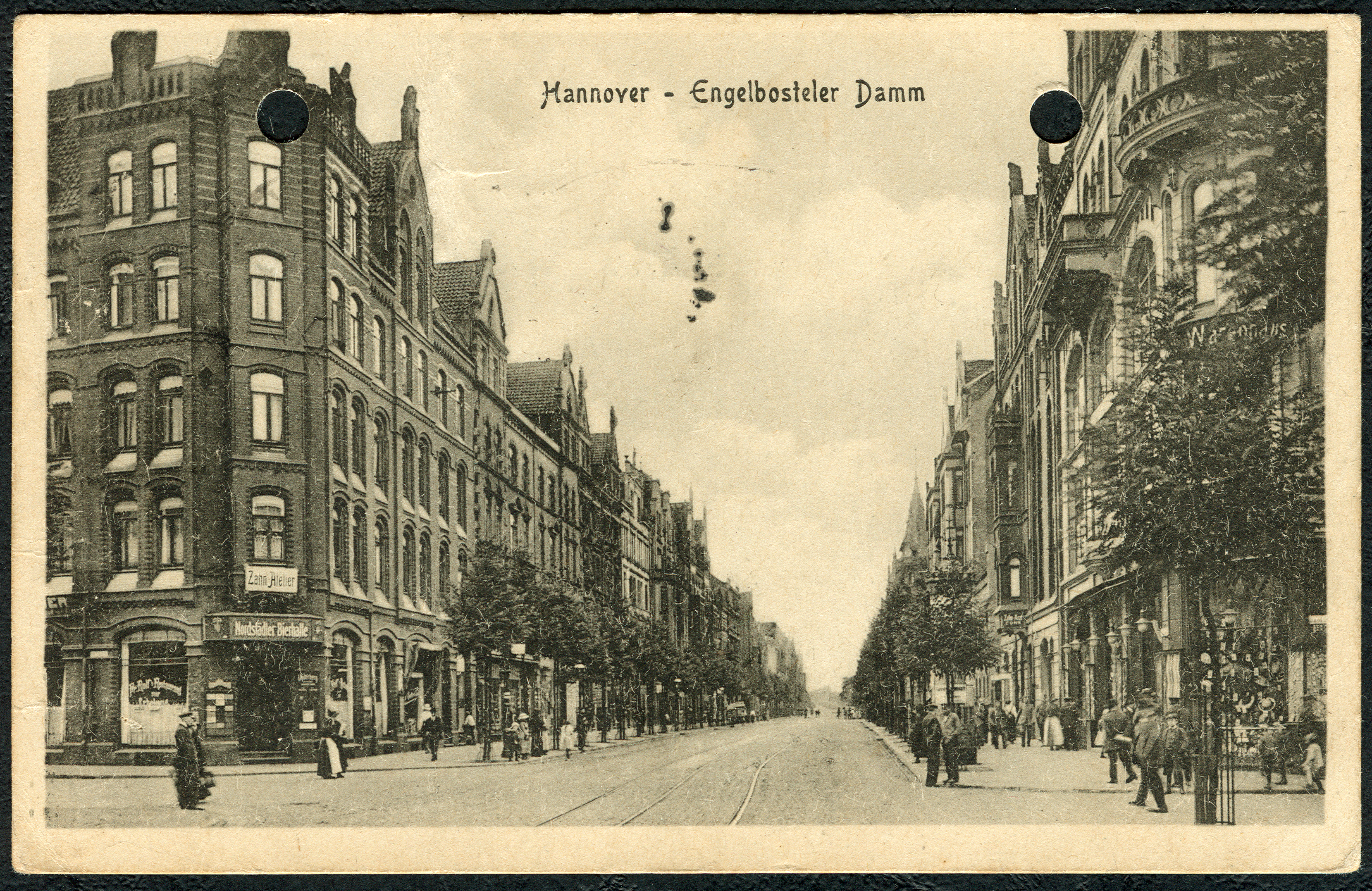
Blick in Richtung zum Bahnhof Hannover-Nordstadt
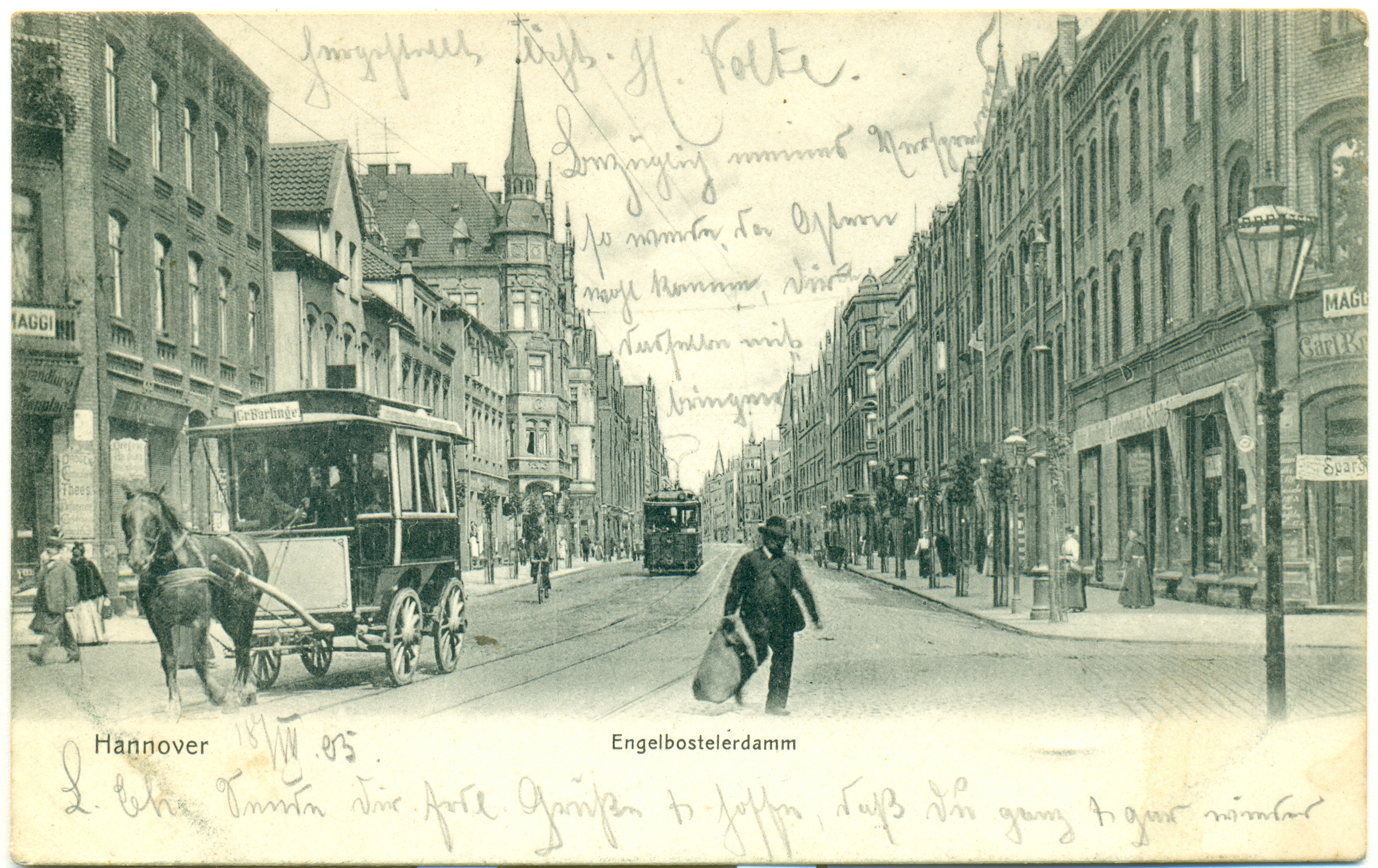
Pferdeomnibus auf dem „Engelbostelerdamm“ in Richtung Große Barlinge in der Südstadt; Ansichtskarte Nummer 310 von Georg Kugelmann; um 1900

### Bilder der frühen Nachkriegszeit (Auswahl)
Nach den Luftangriffen auf Hannover im Zweiten Weltkrieg wurden in den Wiederaufbaujahren insbesondere östlich des Engelbosteler Dammes Neubauten errichtet.

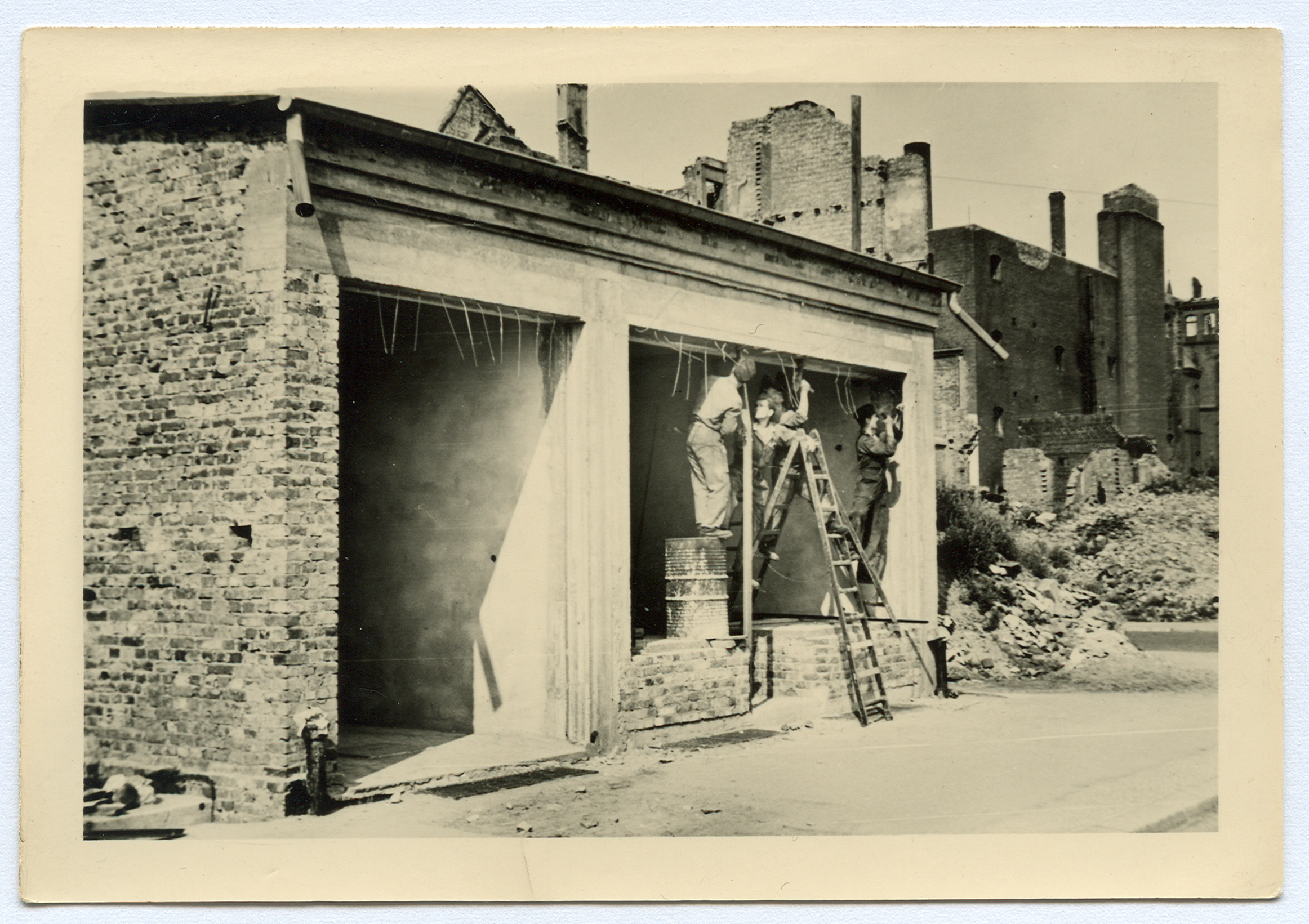
1949: Erste „Wiederaufbau“-Arbeiten mit Trümmersteinen am Haus Schuh Seffer
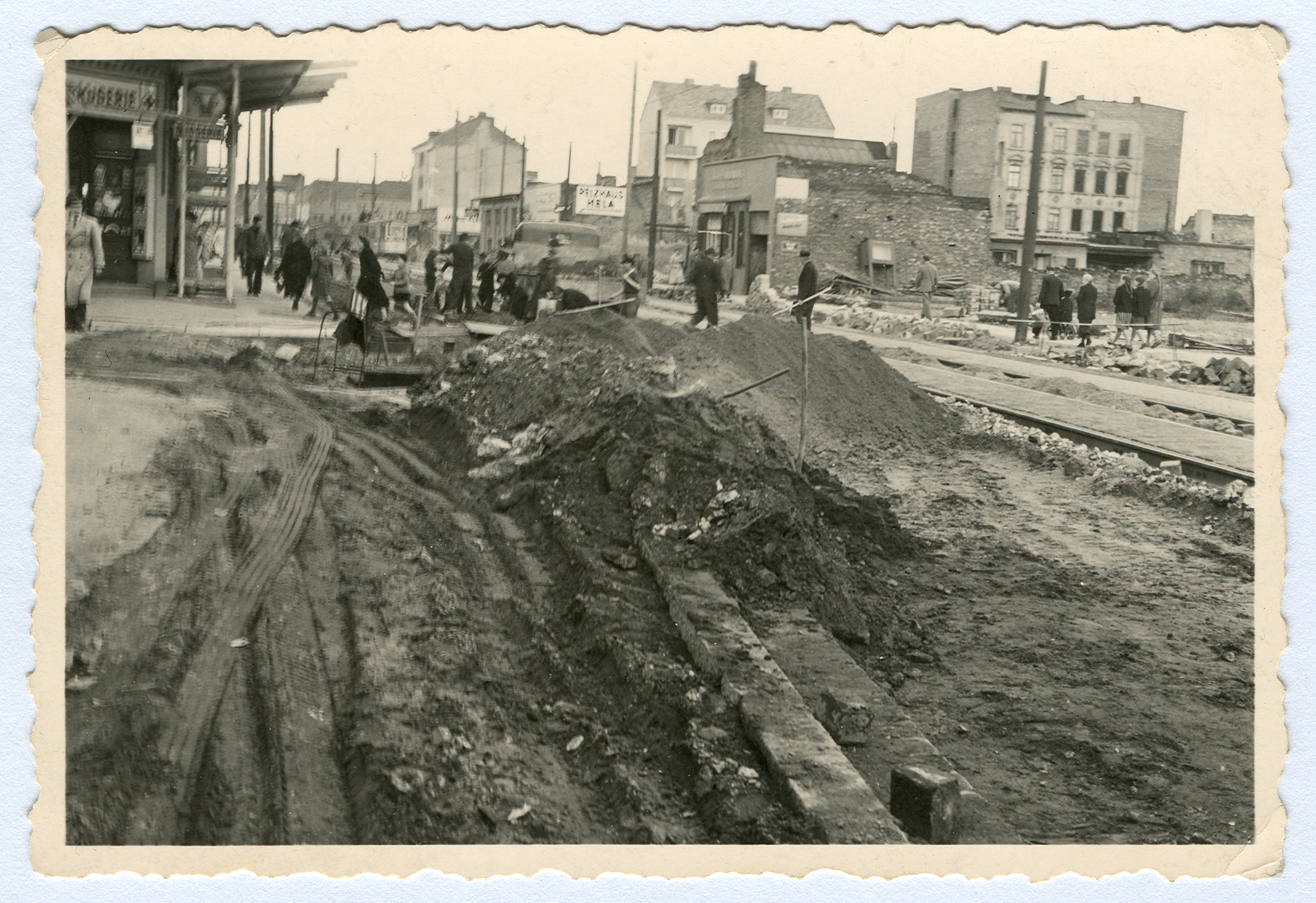
Durch die Nähe zur Continental AG hatten die Luftangriffe auf Hannover insbesondere die östliche Straßenseite zerstört
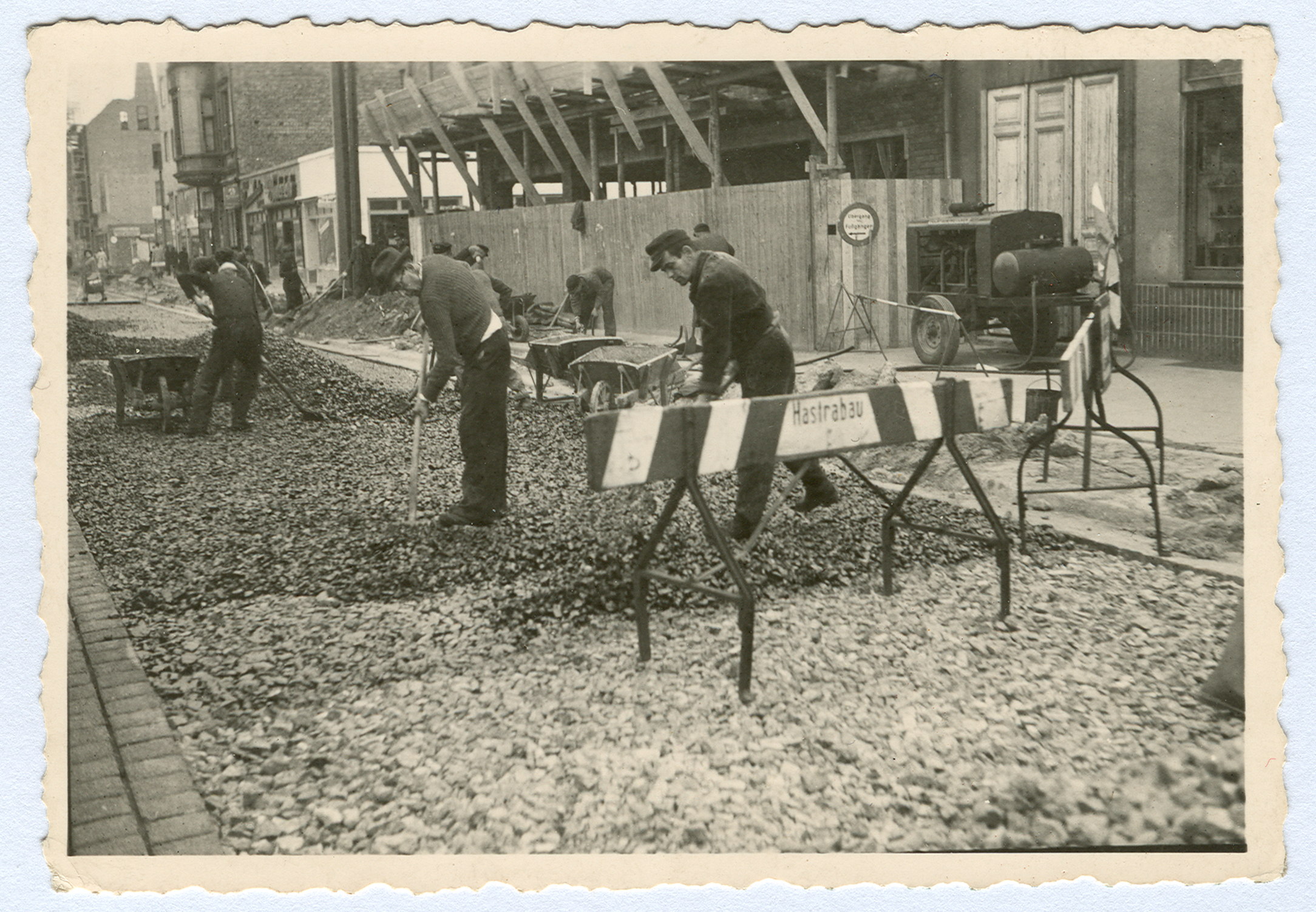
Teils mit bloßen Händen wurde die Straße wieder befestigt
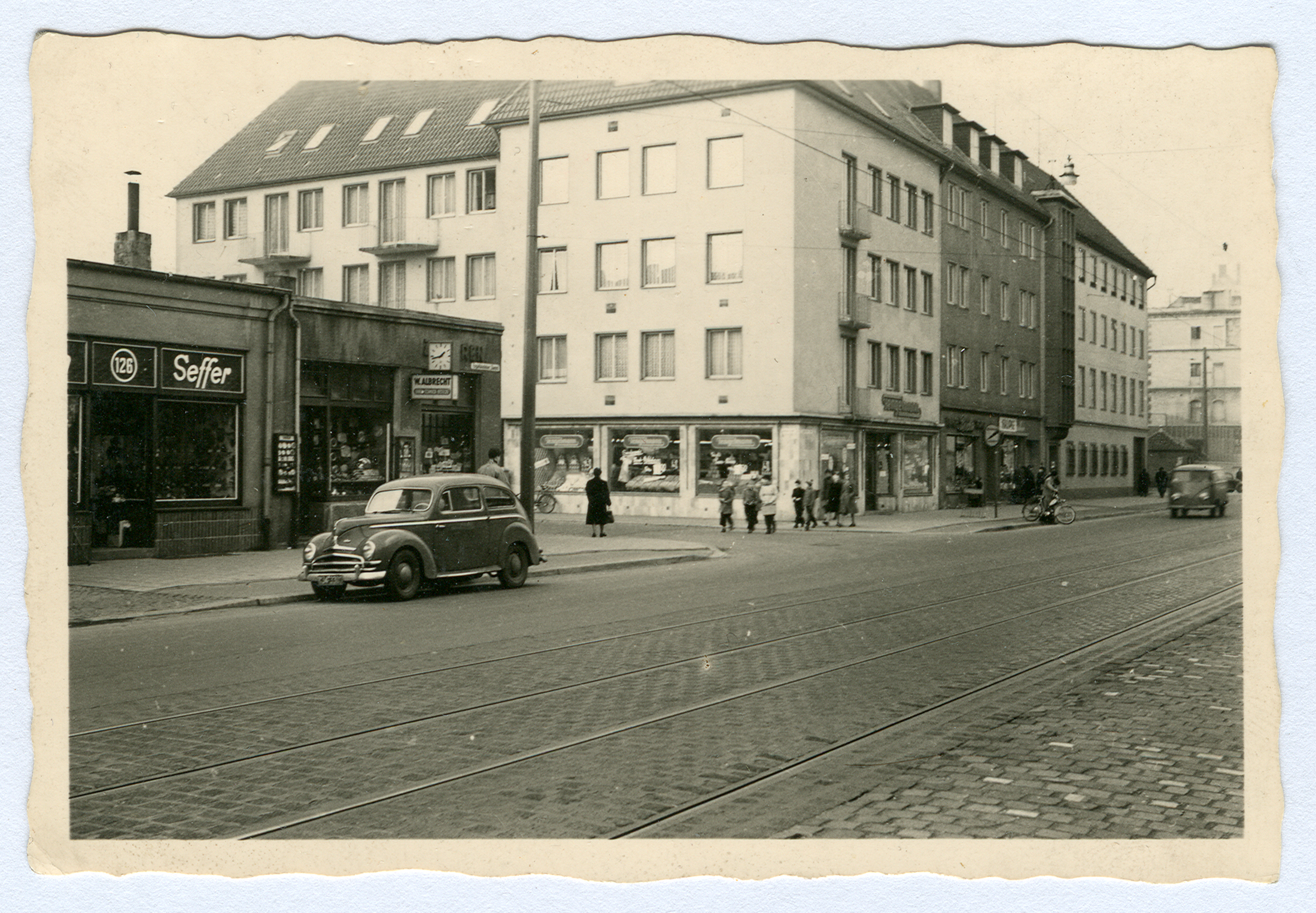
Straßenansicht an der Ecke Asternstraße, um 1954
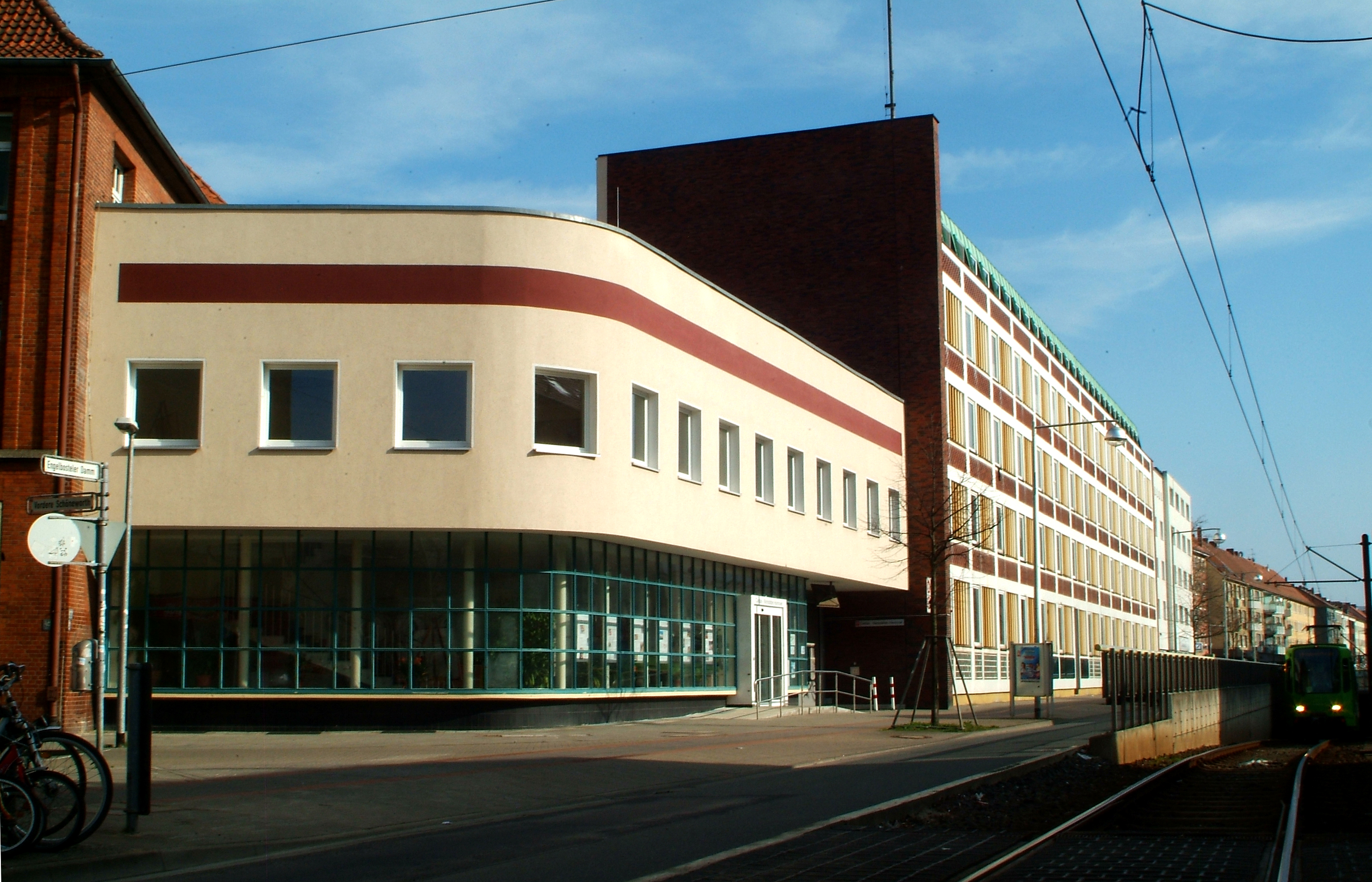
Ursprünglich für Feinkost Appel baute der Architekt Ernst Zinsser das heutige Carl-Morotini-Haus

## Einrichtungen

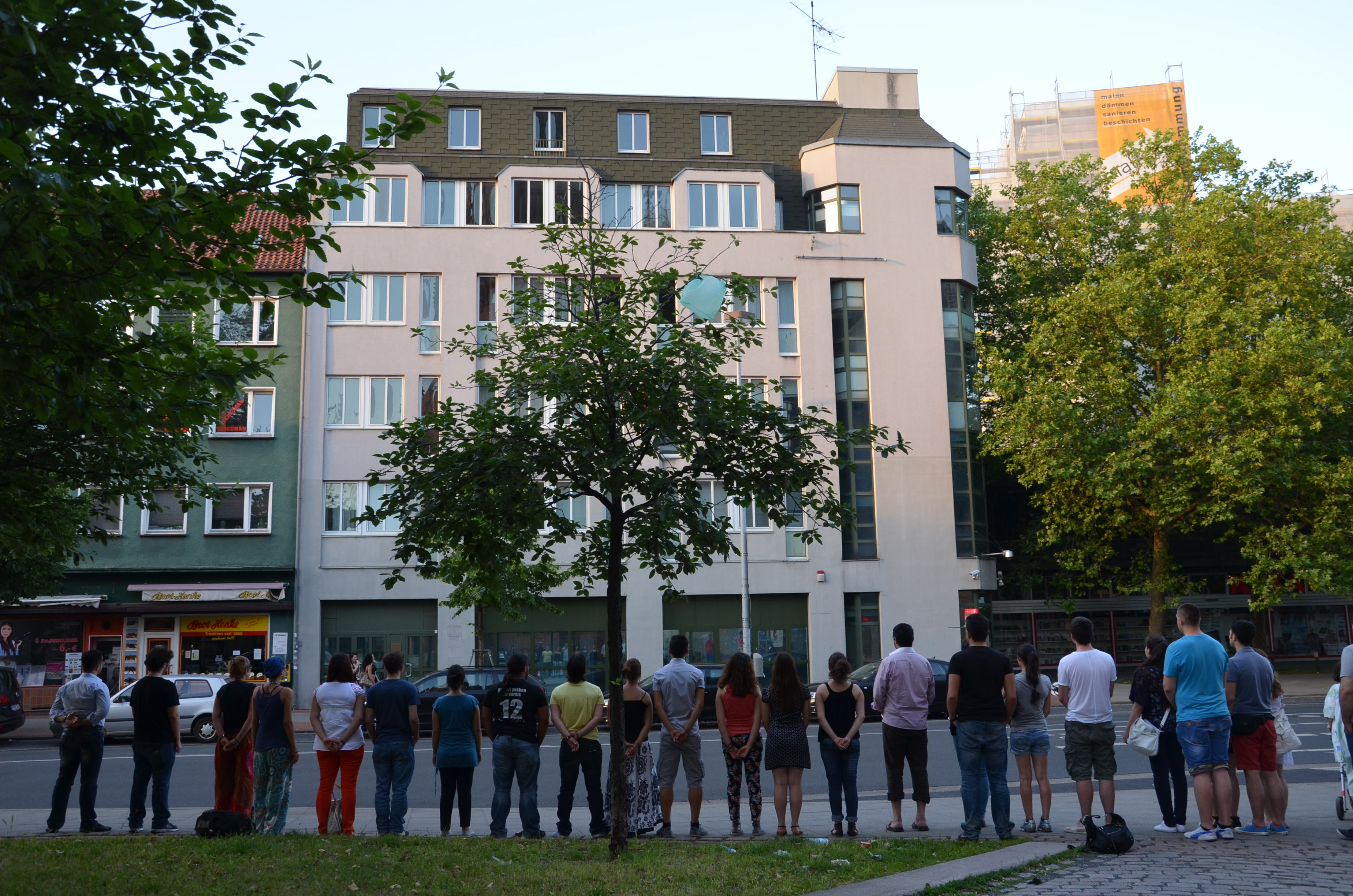
„Stehender Mann“ (duran adam) als Solidaritätsaktion vor dem türkischen Generalkonsulat zu den Protesten in der Türkei 2013

Gegenüber der Christuskirche befindet sich das türkische Generalkonsulat (offizielle Adresse ist allerdings An der Christuskirche 3), das als Reaktion auf die Aktivitäten der kurdischen Untergrundorganisation PKK seit 1993 ununterbrochen von der Polizei bewacht wird. 2011 wurde der an der Straße stehende Polizeiwagen durch einen festinstallierten Container ersetzt.
Am Engelbosteler Damm befindet sich der Hauptgeschäftssitz des Instituts für technisch-wissenschaftliche Hydrologie. Im Carl-Morotini-Haus haben sich mehrere Institutionen der Behinderten- und Sozialhilfe, wie zum Beispiel eine Werkstatt des Deutschen Caritasverbandes, niedergelassen.
Der spanische Bildhauer und Künstler Jorge La Guardia bezog unter der Hausnummer 13 sein Atelier.

## Öffentlicher Personennahverkehr
Zwischen Christuskirche und Kopernikusstraße verläuft der C-Nord-Tunnel der Stadtbahn Hannover mit den Linien 6 und 11 unterhalb des Engelbosteler Damms. Der Tunnel wurde 1993 als letzter Abschnitt der C-Strecke eröffnet. Diese gelangt kurz hinter der U-Bahn-Station Kopernikusstraße über eine Rampe an die Oberfläche. Sie folgt dann im Straßenraum dem Verlauf des Engelbosteler Damms und passiert die Haltestellen An der Strangriede und Bahnhof Nordstadt.
Der Bahnhof Nordstadt, 1996/97 als Ersatz für den zuvor geschlossenen Bahnhof in Hainholz entworfen von dem Künstler Hansjörg Göritz, wird von den S-Bahn-Linien 1, 2, 4 und 5 bedient.
Die Busringlinien 100 und 200 halten auf dem Engelbosteler Damm an den Stationen Christuskirche, Lilienstraße und Kopernikusstraße. Zwischen An der Strangriede und Bahnhof Nordstadt fährt außerdem die Buslinie 121.

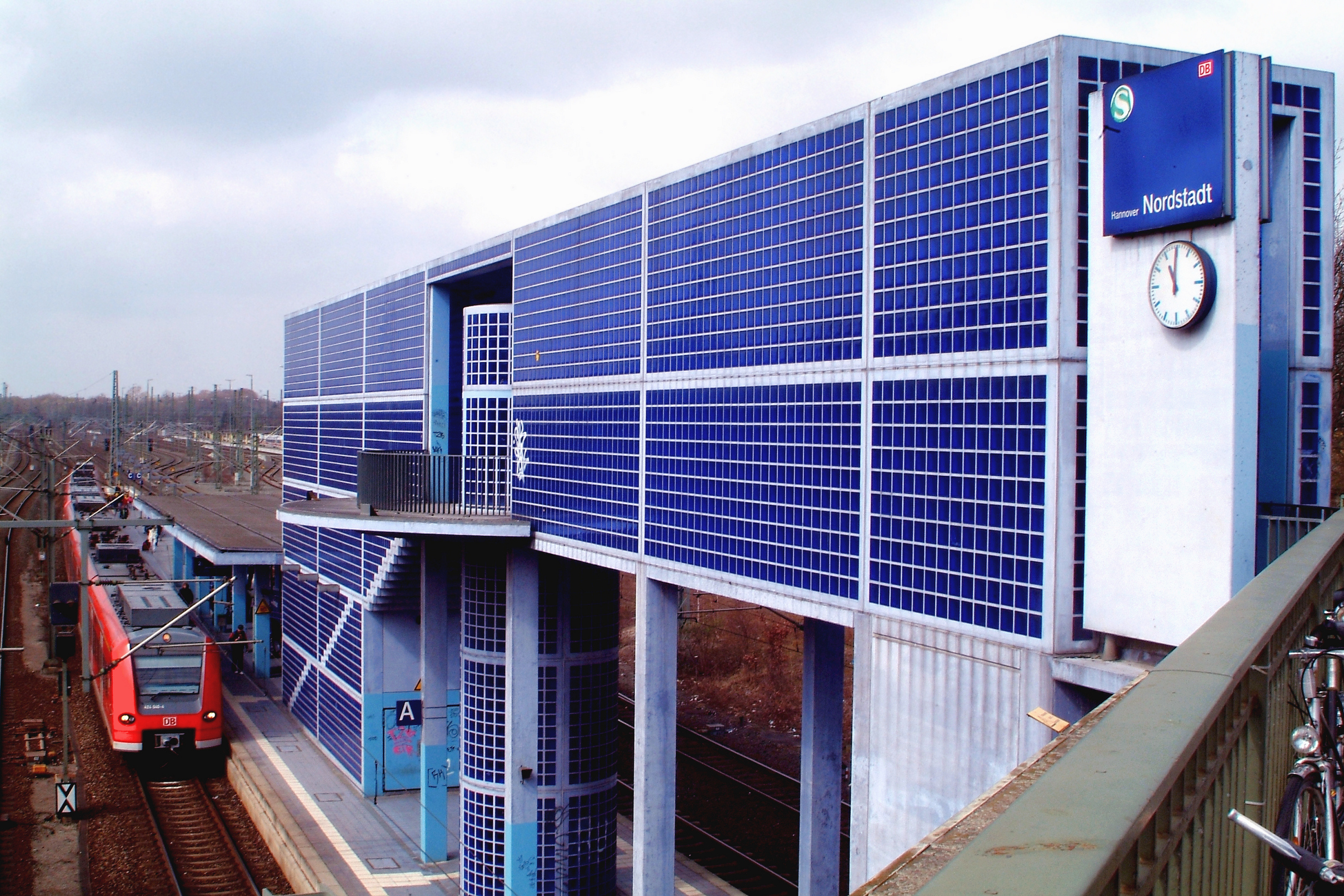
S-Bahnhof Hannover-Nordstadt
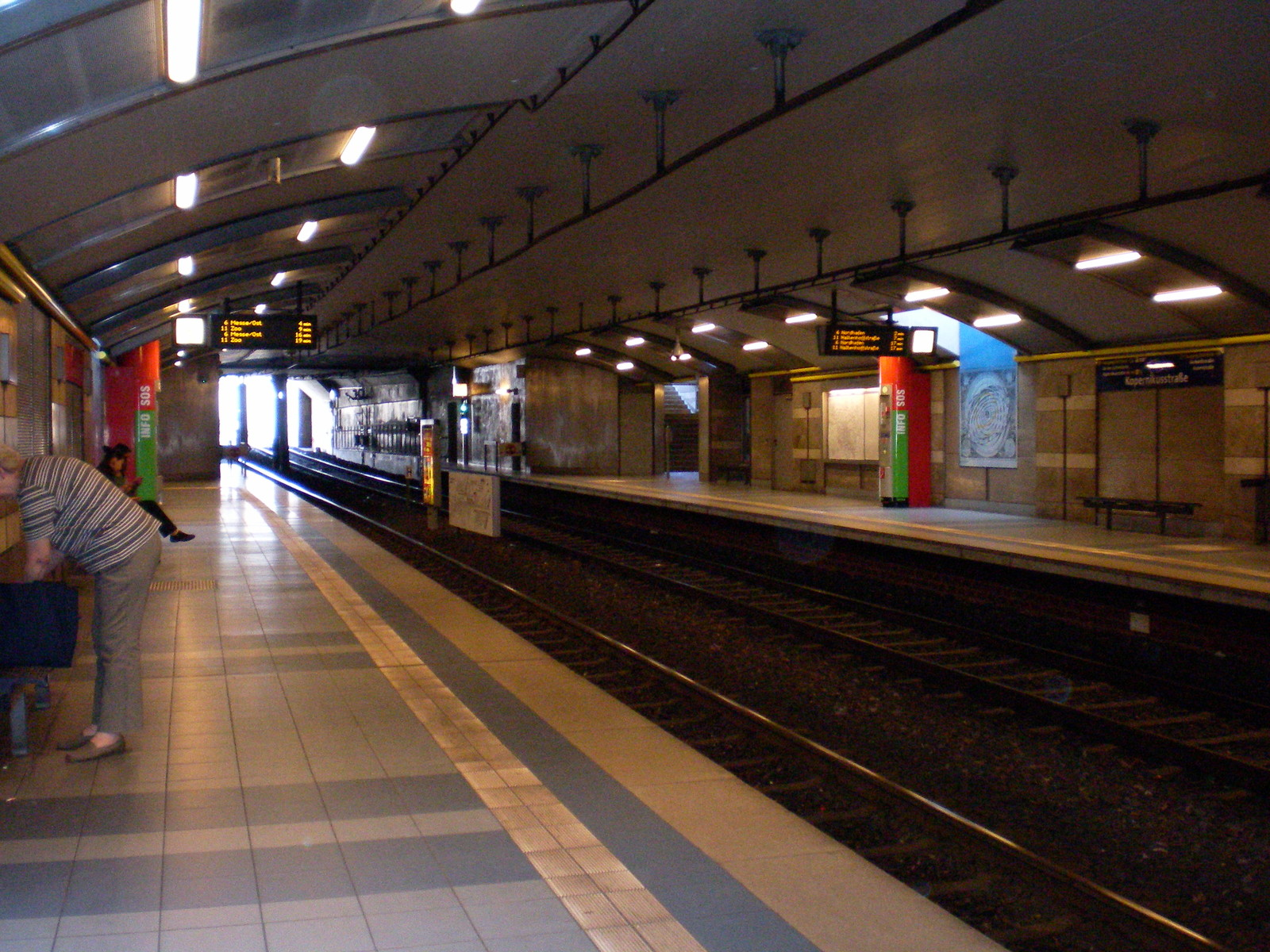
U-Bahn-Station Kopernikusstraße
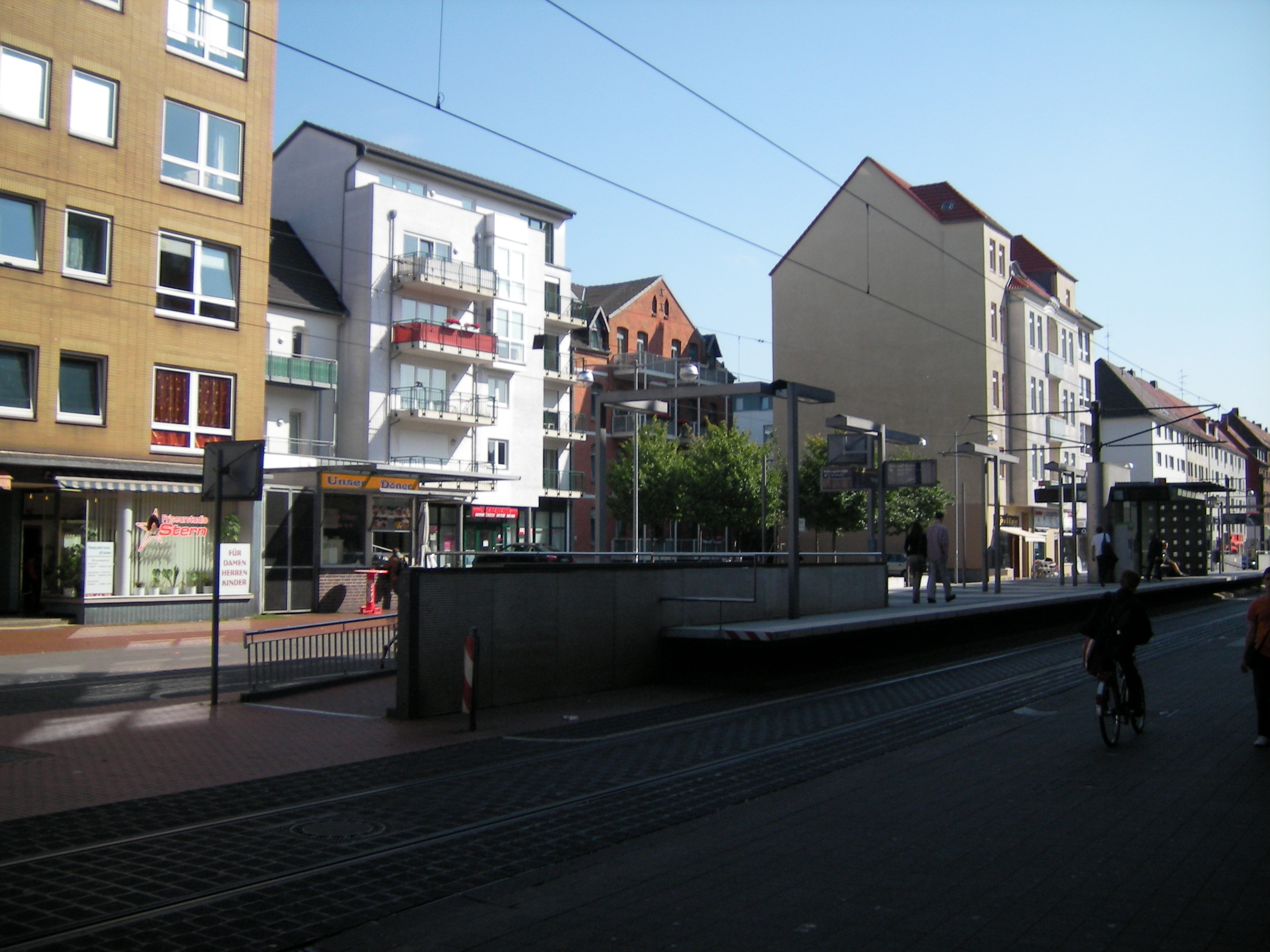
Haltestelle Strangriede